# Пирамида в Медуме
Пирамида в Медуме — египетская пирамида, расположенная по дороге в Файюм, примерно в 100 км к югу от Каира. По форме нестандартна. По Геродоту, состояла из 7 ступеней, из которых сегодня видны только 4. Сложена из известняковых блоков. Была построена для фараона Хуни, последнего правителя III династии. Его сын Снофру расширил и увеличил пирамиду, добавив 8-ю ступень и сделав стороны пирамиды гладкими.

## Погребальный комплекс в Медуме

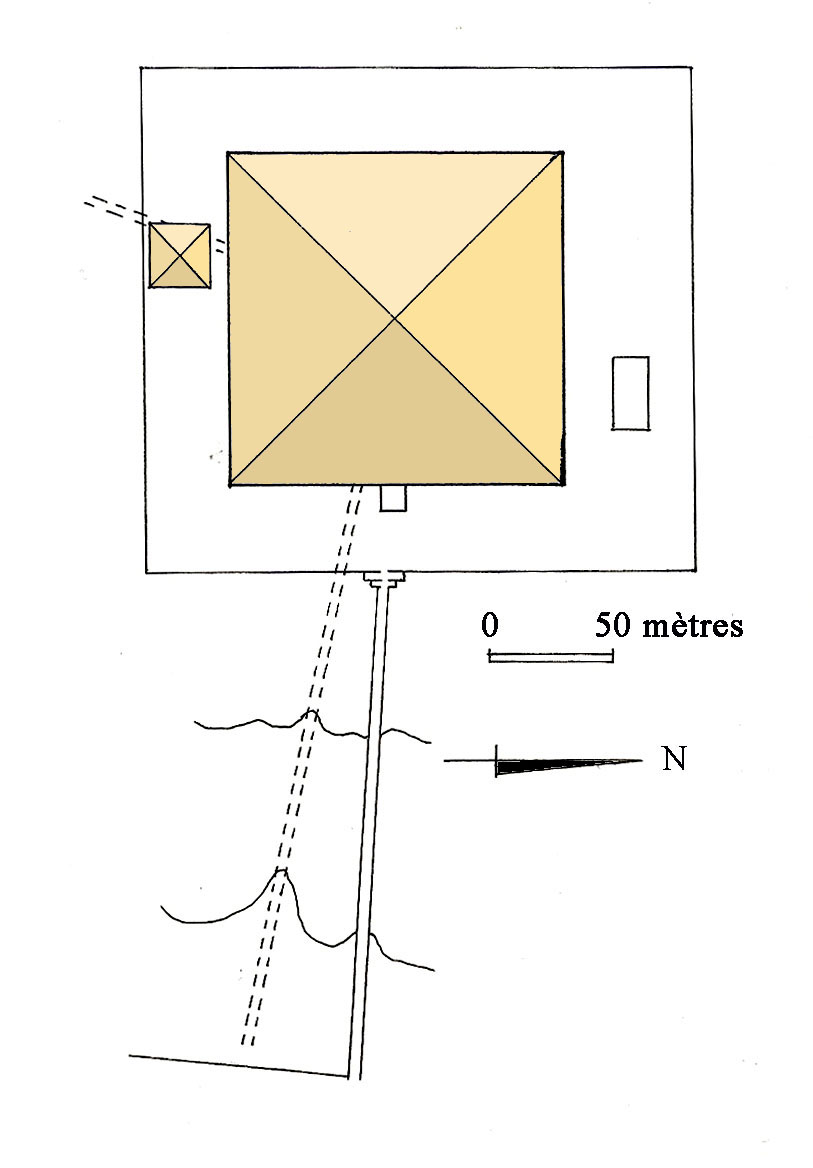
Карта погребального комплекса в Мейдуме (пунктир — остатки двух пандусов)

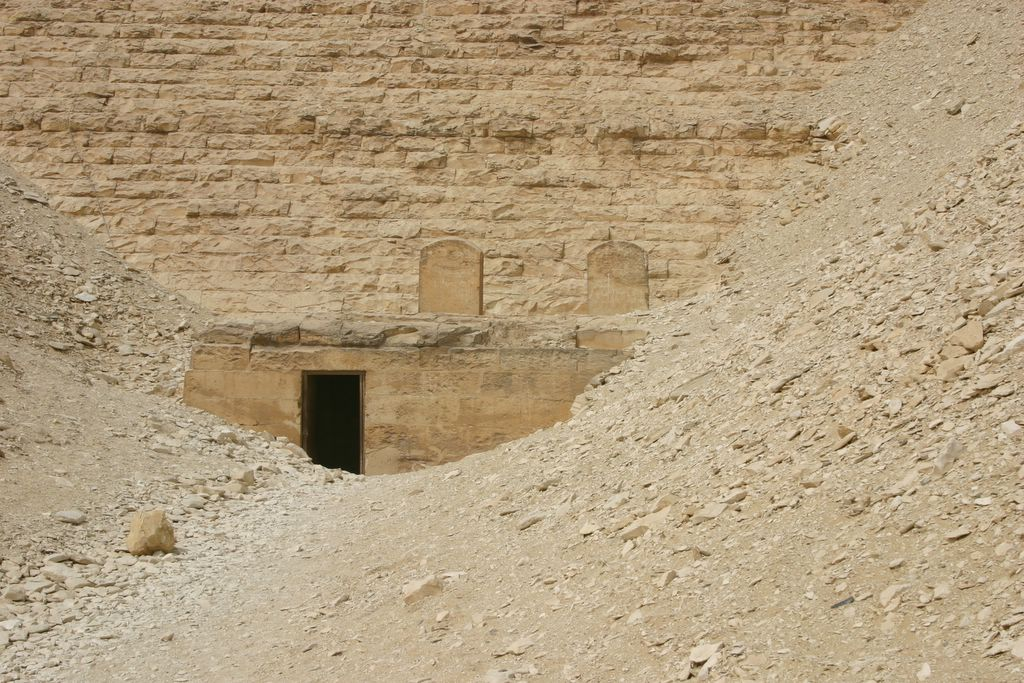
Погребальный храм и стелы

## История изучения
О необычных формах пирамиды впервые сообщает Аль-Макризи в XV веке. Пирамида имела ступенчатую форму и поэтому была названа el-haram el-kaddab (или «неправильная пирамида»). В своих очерках Аль-Макризи описывает пирамиду, состоящую из пяти ступеней, и что она серьёзно была повреждена от эрозии и от растаскивания каменной кладки местным населением (последнее не остановлено до сих пор).
В XVIII в. Фредерик Луис Норден описал пирамиду и сообщил, что видны уже только три ступени.
В 1799 году египетская экспедиция Наполеона описала эту пирамиду, заложив почву для будущих более подробных изысканий.
В 1837 году пирамиду изучал и обследовал Джон Перринг.
В 1843 году Карл Лепсиус дал описание этой пирамиды в своем знаменитом списке египетских пирамид под номером LXV («65»).
Гастон Масперо описал внутренние помещения пирамиды. Но самое подробное описание пирамиды в Мейдуме было составлено лишь спустя 10 лет Флиндерсом Питри, который работал совместно с Percy Newberry и George Willoughby Fraser. Это описание отражало как внешний вид пирамиды, так и внутренние помещения. Кроме того изучалась местность вокруг пирамиды, в частности были обнаружены разрушенные храмы и частные гробницы. Более поздние исследования Ф. Питри проводил вместе с Эрнестом Маккеем и Gerald Wainwright. Были обнаружены стены, окружавшие прежде пирамиду.
Людвигу Борхардту всего за несколько дней удалось собрать ценнейшие сведения о пирамиде в Мейдуме, в частности то, что она была перестроена и сориентирована на другие стороны света[прояснить].
Англо-американская экспедиция сэра Алана Роу (Alan Jenvey Rowe) начала исследование пирамиды в 1920-х гг., и продолжала свои изучения на протяжении более 50 лет.
Gilles Dormion и Jean-Yves Verd’hurt обнаружили в 1999 году с помощью современных приборов ранее неизвестные помещения и проходы. Сейчас ведутся работы по очистке пирамиды и проводятся реставрационные работы.